# Jacob Hoefnagel
Jacob (ou Jacobus) Hoefnagel est un artiste flamand né en 1573 à Anvers et mort vers 1630 à Hambourg.
Jacob Hoefnagel est le fils de Georg Hoefnagel (1545-1600), un artiste d'Anvers employé par les ducs de Bavière qui réalise les illustrations des plantes et d'animaux présents dans le cabinet de curiosités de l'empereur Rudolph II, à Prague. Jacob réalise la gravure des peintures de son père.
Ses Diversae Insectarum Volatium icones ad vivum accuratissimè depictae per celeberrimum pictorem paraissent chez Nicolao Ioannis Visscher d'Amsterdam en 1630. C'est l'une des toutes premières œuvres uniquement consacrée aux insectes. Les illustrations d'Hoefnagel sont souvent les premières que l'on connaissent pour de nombreuses espèces. Les 16 belles gravures montrent 302 insectes dont 37 Coleoptères, 22 Orthoptères, 14 Odonates, 16 Neuroptères, 72 Lépidoptères, 35 Hyménoptères, 78 Diptères, 21 Hémiptères et 7 larves. Ces espèces viennent du centre et du nord de l'Allemagne.